# 翁布里亞國家美術館
翁布里亞國家美術館（義大利語：Galleria Nazionale dell'Umbria）是義大利的一座國立美術館，位於義大利中部翁布里亞大區城市佩魯賈的普廖里宮。美術館收藏13至19世紀的畫作，其中又以14至16世紀的最多。美術館內的畫作展示在宮殿的40個畫廊之內。美術館的歷史可以追溯至16世紀中期。

## 外部連結
- 官方网站